# Kanton Bastia-2
Kanton Bastia-2 (francouzsky Canton de Bastia-2) je francouzský kanton v departementu Haute-Corse v regionu Korsika. Je tvořen částí města Bastia.